# Изложба „Удружење ликовних уметника у Београду 1919.”
Изложба „Удружење ликовних уметника у Београду 1919.” се одржала у периоду од 10. до 24. децембра 1969. године у Уметничком павиљону „Цвијета Зузорић” у Београду.

## Уметнички савет
Изложбу је припремио Уметнички савет Удружења ликовних уметника Србије у саставу:
- Божидар Продановић
- Славољуб Станковић
- Бранко Миљуш

## Излагачи
1. Драгомир Арамбашић
2. Владимир Бецић
3. Бета Вукановић
4. Пашко Вучетић
5. Драгомир Глишић
6. Милош Голубовић
7. Момчило Живановић
8. Љубомир Ивановић
9. Ђорђе Јовановић
10. Анђелија Лазаревић
11. Ана Маринковић
12. Јованка Страјнић Марковић
13. Милица Миливојевић
14. Коста Миличевић
15. Јосип Сибе Миличић
16. Милан Миловановић
17. Михаило Миловановић
18. Стеван Милосављевић
19. Марко Мурат
20. Живорад Настасијевић
21. Драгољуб Павловић
22. Моша Пијаде
23. Бранко Поповић
24. Урош Предић
25. Симеон Роксандић
26. Вељко Станојевић
27. Боривоје Стевановић
28. Наталија Цветковић
29. Милица Чађевић
30. Илија Шобајић